# LaVall Jordan
LaVall Jurrant Jordan (Albion, 16 aprile 1979) è un ex cestista e allenatore di pallacanestro statunitense, professionista nella NBDL e in Europa.